# Дамер, Джеффри
Дже́ффри Ла́йонел Да́мер (англ. Jeffrey Lionel Dahmer; 21 мая 1960, Милуоки, штат Висконсин, США — 28 ноября 1994, тюрьма штата Висконсин, Портидж, Висконсин, США) — американский серийный убийца, каннибал, некрофил и насильник, жертвами которого стали 17 мужчин и мальчиков в период между 1978 и 1991 годами.
Все преступления, кроме одного, были совершены в Милуоки с 1987 по 1991 год. С трупами жертв он совокуплялся, а части тела некоторых употреблял в пищу. Суд признал Дамера вменяемым и приговорил его к пятнадцати пожизненным срокам. В 1994 году Дамер был убит в тюрьме другим заключённым — Кристофером Скарвером.

## Биография

### Детство и юность
Джеффри Лайонел Дамер родился 21 мая 1960 года в Милуоки, штат Висконсин в семье Лайонела и Джойс Дамер. Его родители поженились в августе 1959 года, к моменту рождения Джеффри отец заканчивал обучение в университете. Позже семья переехала в Айову, где Лайонел в 1966 году защитил диссертацию на звание «Доктор философии» (Ph. D.) по химии в Университете штата Айова. Тогда же родился второй сын Дэвид, а Лайонел получил работу в Акроне (Огайо), в пригороде которого Дамеры поселились.
В четырёхлетнем возрасте Джеффри перенёс операцию по вправлению двусторонней паховой грыжи, после операции он стал более замкнутым и ранимым. Лайонел Дамер позднее сообщал сотруднику службы исполнения наказаний, что в восемь лет Джеффри пережил сексуальное насилие со стороны соседа, однако сам Джеффри отрицал это. В детстве Джеффри несколько раз переезжал вместе с семьёй, у него не было постоянных друзей. Между родителями часто происходили ссоры, Джойс один раз была вынуждена лечь в психиатрическую клинику.
С детства у Дамера развилась тяга к мёртвым животным. Он собирал трупы или части тел и хранил их дома в бутылках с формальдегидом, который брал у отца, а на заднем дворе устроил кладбище животных.

### Подростковый возраст
Джеффри с первого года обучения в средней школе Ревер считался изгоем. К 14 годам он начал употреблять пиво и крепкие алкогольные напитки в дневное время, в том числе в школе. Одноклассница вспоминала, как спросила Джеффри, почему он пьёт скотч в классе, на что он ответил, что это лекарство. В старшей школе Дамер считался необщительным учеником с низкими оценками. Он был конкурентоспособным теннисистом и недолго играл на кларнете в школьном ансамбле.
В возрасте тринадцати лет Дамер начал осознавать свою гомосексуальность, но не говорил об этом родителям. В раннем подростковом возрасте он получил первый опыт гомосексуальных ласк с приятелем. По более позднему признанию Дамера, он начал фантазировать о доминировании и контроле над полностью покорным партнёром-мужчиной в подростковом возрасте, к чему постепенно добавились фантазии о некрофилии и расчленении трупов. Когда ему было около 16 лет, Дамера стал привлекать один занимавшийся бегом мужчина, и Джеффри представлял, как приводит его в бессознательное состояние, а затем сексуально использует его тело. Однажды Дамер спрятался в кустах с бейсбольной битой, чтобы подстеречь этого человека, однако в тот день он не пробегал мимо. Дамер позже признался, что это была его первая попытка напасть на человека и подчинить его себе.
Среди своих сверстников в Ревер Джеффри стал чем-то вроде классного клоуна, который часто устраивал розыгрыши, которые стали известны как «проделки Дамера». Они включали блеяние и имитацию эпилептических припадков или церебрального паралича в школе и местных магазинах. Иногда Дамер совершал эти выходки за деньги, чтобы купить алкоголь.
К 1977 году оценки Дамера снизились. Его родители наняли частного репетитора, но с ограниченным успехом. В том же году, в попытке спасти свой брак, его родители посещали сеансы психотерапии, но продолжали часто ссориться. Когда Лайонел обнаружил, что у Джойс был короткий роман в сентябре 1977 года, они оба решили развестись, сказав своим сыновьям, что хотят сделать это по обоюдному согласию. Лайонел съехал из дома в начале 1978 года, временно поселившись в мотеле на Норт-Кливленд-Массильон-роуд.
В мае 1978 года Дамер окончил школу. За несколько недель до выпуска один из его учителей заметил Дамера, сидящего недалеко от школьной парковки и выпивающего несколько банок пива. Когда учитель пригрозил донести об этом, Дамер сообщил ему, что у него дома «много проблем» и что школьный психолог знает о них. Той весной Джойс и Дэвид переехали из семейного дома к родственникам в Чиппева-Фоллс. Джеффри только что исполнилось 18 лет, и он остался в семейном доме. Развод его родителей был завершён 24 июля 1978 года, Джойс получила право опеки над младшим сыном и на выплаты алиментов.

### Первое убийство и служба в армии
Первое убийство Дамер совершил в возрасте восемнадцати лет, 18 июня 1978 года, через несколько недель после окончания школы, когда Джеффри был предоставлен сам себе и являлся полновластным хозяином дома. Встретив на улице восемнадцатилетнего автостопщика Стивена Хикса, он пригласил его к себе. Вдвоём они пили пиво, курили марихуану и, согласно некоторым источникам, занимались анальным и оральным сексом (другие авторы это отрицают). Когда спустя несколько часов Хикс захотел уйти, Дамер оглушил его ударом гантели по голове и задушил, затем расчленил труп, сложил куски в мешки для мусора и поехал в лес, где раскидал мешки на большом расстоянии друг от друга. Голову убитого он завернул в несколько слоёв упаковочной плёнки и держал в холодильнике.
В том же 1978 году Лайонел женился во второй раз, его жену звали Шари. Джеффри поступил в Университет штата Огайо, но в первом же семестре был отчислен за пьянство и неуспеваемость, и весной 1979 года подписал контракт на три года службы в армии. Он прошёл полуторамесячные курсы подготовки санитара в Сан-Антонио и был направлен на американскую базу в Баумхольдере (Германия). В 1981 году он был досрочно уволен за пьянство.
Недолгое время Дамер жил в Майами, затем вернулся в Огайо. Там он нашёл разложившееся тело Хикса, разбил кости кувалдой и разбросал кусочки над лесным оврагом за своим домом. Затем по настоянию отца он переехал жить к бабушке в Висконсин. В последующие годы он был дважды арестован за непристойное поведение (второй раз — за мастурбацию в присутствии двух мальчиков) и сменил несколько работ. В 1985 году устроился на постоянную работу на шоколадную фабрику.

### Серийные убийства

Джеффри Дамер в 1982 году

15 сентября 1987 года Дамер в гостиничном номере отеля «Амбассадор» убил свою вторую жертву, 25-летнего Стивена Туоми. Впоследствии он точно не помнил, как произошло убийство. Он познакомился с Туоми в гей-баре, где они оба много выпили, а потом отправились в отель и сняли номер. Утром Дамер обнаружил в постели рядом с собой мёртвого Туоми, и поместив труп в чемодан, повёз его на такси в дом бабушки, где провёл с ним ряд сексуальных манипуляций, после чего отнёс в подвал. Спустя неделю он расчленил труп и выбросил останки на помойку. Ни один из фрагментов тела Туоми никогда не был найден.
Дамер выработал тактику нахождения жертв. Он знакомился с ними в барах (часто это был милуокский клуб «219») и предлагал позировать обнажёнными. Когда жертвы приходили к нему домой, Дамер предлагал им наркотики, занимался сексом, а затем душил. Со временем у него развились некросадистские и некрофильские наклонности: он занимался сексом с изувеченными трупами и изготавливал фетиши из их частей. Как правило, его жертвами становились представители сексуальных меньшинств. Дамер хотел, чтобы его любовники были послушны ему как зомби. С этой целью он ставил эксперименты над некоторыми из них — пока они были ещё живы, проводил примитивную лоботомию, просверливая отверстия в черепе с помощью электрической дрели и кислоты.
В первые месяцы 1988 года в доме бабушки Дамер убил ещё двух человек. 25 сентября 1988 года он переехал в Милуоки, в квартиру на Северной 24-й улице. На следующий день он познакомился с тринадцатилетним лаосским мальчиком по имени Анукон (по некоторым данным Кейсон) Синтасомфон, привёл его к себе, сделал фотографии, затем стал ласкать, а после напоил алкоголем с дозой снотворного. Несмотря на большую дозу, Синтасомфон смог сбежать и рассказать своим родителям о произошедшем. Утром Дамеру были предъявлены обвинения в сексуальном домогательстве. В ожидании суда он был выпущен под залог. Полиция подняла архивы и обнаружила, что Дамер уже дважды привлекался к ответственности за непристойное поведение, поэтому его обследовали три психиатра, которые пришли к выводу, что он страдает от алкоголизма и ему недостаёт мотивации для излечения. На суде Дамер признал, что делал эротические фотографии несовершеннолетнего, но отрицал какие бы то ни было сексуальные сношения и умышленное использование снотворного, а также заявил, что мальчик казался старше своего возраста. Обвинитель Джим Эдмондс требовал пяти лет заключения, но суд приговорил Дамера только к году заключения в исправительном учреждении (днём он мог ходить на работу, а ночи проводил в камере) и пяти годам испытательного срока. Спустя десять месяцев он был отпущен домой. В феврале 1989 года, ещё находясь под следствием, Дамер убил темнокожего 24-летнего начинающего мужчину-фотомодель Энтони Сирса, оставив на память голову и мужские гениталии.
14 мая 1990 года Дамер поселился в квартире № 213 по адресу Северная 25-я улица, 924. До конца года он убил четырёх человек, а в первые месяцы 1991 года — ещё трёх.
27 мая 1991 года четырнадцатилетний лаосец Конерак Синтасомфон (брат Анукона Синтасомфона), которого накануне Дамер привёл домой, смог выбраться из квартиры. Обнажённого и окровавленного молодого человека, находившегося под воздействием наркотиков, обнаружили две молодые женщины, которые вызвали полицию. Когда к месту происшествия прибыли полицейские, Дамер убедил их, что произошла ссора между двумя любовниками и вмешательство полиции не требуется. Полицейские проводили Дамера и Синтасомфона обратно в квартиру и уехали. При этом они почувствовали неприятный запах, исходивший, как позднее выяснилось, от разлагавшегося тела убитого 24 мая Тони Хьюза, но не придали этому значения. В тот же день Синтасомфон был убит и расчленён. После ареста Дамера полицейские Джон Балсерзак и Джозеф Гэбриш, вернувшие ему Конерака, были уволены со службы, но позднее восстановлены. В 2005 году Балсерзак был избран президентом Милуокской полицейской ассоциации.
Последние убийства Дамер совершал с частотой примерно раз в неделю: 30 июня, 5, 15 и 19 июля. Его последней, семнадцатой, жертвой стал двадцатипятилетний Джозеф Брейдхофт. 15 июля Дамер был уволен с шоколадной фабрики за прогулы.

### Арест и суд
22 июля 1991 года Дамер пригласил к себе Трейси Эдвардса. Когда Дамер попытался надеть на него наручники, Эдвардс вырвался и выбежал на улицу с наручниками, свисавшими с левой руки. Он привлёк внимание двух полицейских, которые решили подняться к Дамеру. В квартире полицейские обнаружили фотографии расчленённых трупов и фрагменты человеческих тел. В холодильнике были найдены три головы, человеческое сердце и другие внутренности. В туалете Дамер хранил кастрюлю с кистями рук и пенисом, два черепа, ёмкости со спиртом, хлороформом и формалином, банки с мужскими половыми органами. Черепа и кисти рук были обнаружены в буфете, в тумбочке, в коробках. В шкафу был найден человеческий скелет, скальп и гениталии. В 216-литровой бочке (57 американских галлонов) с кислотой Дамер держал три человеческих торса.
Всего Дамер сознался в семнадцати убийствах, включая убийство Хикса в 1978 году. 25 июля 1991 года против него были выдвинуты обвинения в четырёх умышленных убийствах и установлен залог в 1 миллион долларов. 6 августа были добавлены обвинения ещё в восьми убийствах, а сумма залога повышена до 5 миллионов долларов. Наконец, 22 августа количество обвинений выросло до пятнадцати. Для обвинения в ещё одном совершённом в Милуоки убийстве не хватило доказательств, а процесс по убийству Хикса должен был пройти позже в Огайо по месту совершения.
Процесс начался 22 января 1992 года. В период судебных слушаний были предприняты повышенные меры безопасности: использование металлоискателей, служебных собак для поиска взрывчатки, в зале суда Дамер находился за пуленепробиваемым стеклом. Адвокатом Дамера выступил Джеральд Бойл, который ранее защищал его по делу о домогательствах к Анукону Синтасомфону. Из 100 мест в зале суда 23 были отведены для журналистов, 34 для членов семей жертв Дамера и 43 для зрителей.
Защита утверждала, что Дамер действительно совершил все убийства, в которых его обвиняют, но он психически болен и потому не может нести ответственность за них. В ходе процесса Бойл подробно описывал убийства и сексуальные извращения, стремясь убедить присяжных, что они не могли быть совершены здоровым человеком. Психиатры, выступавшие и со стороны обвинения, и со стороны защиты, согласились в том, что Дамер страдал некрофилией, но разошлись во мнениях по вопросу о том, может ли некрофилия быть основанием для освобождения от уголовной ответственности. Обвинитель Макканн в ходе процесса доказал, что Дамер осознавал противозаконность своих действий, мог контролировать свои действия как в повседневной жизни, так и совершая убийства, а сами убийства были спланированы заранее. 15 февраля 1992 года после пятичасового совещания суд присяжных признал Джеффри Дамера вменяемым и виновным по всем пятнадцати пунктам обвинения и приговорил его к пятнадцати пожизненным заключениям, что технически равнялось девятистам пятидесяти семи годам заключения (в штате Висконсин нет смертной казни). В своём последнем слове Дамер сказал, что глубоко раскаивается и просит о смерти, а не о снисхождении.
Суд над Дамером стал самым дорогим процессом в истории Милуоки и привлёк широчайшее внимание прессы. Большое внимание уделялось социальным аспектам. Так, инцидент с Конераком Синтасомфоном многие рассматривали как проявление расистских и гомофобных настроений в полиции: полицейские предпочли в подозрительной ситуации поверить белому Дамеру, а не двум темнокожим женщинам и лаосцу, и не стали вмешиваться, как им показалось, в ссору между двумя гомосексуалами. Кроме того, большинство жертв Дамера были «цветными» (среди них — десять темнокожих) и гомо- или бисексуалами, а полиция долгое время не прикладывала усилий для их расследования. Процесс также стал примером опровержения аргумента защиты о невменяемости серийного убийцы: было показано, что для признания обвиняемого в серийных убийствах или преступлениях на сексуальной почве невменяемым самой по себе жестокости или дикости преступлений было недостаточно. Некоторые комментаторы говорили о том, что процесс Дамера ознаменовал конец освобождения от уголовной ответственности по причине невменяемости: во-первых, вердикт присяжных задал слишком высокую планку, во-вторых, многие СМИ представили аргумент о невменяемости как дыру в законе, позволявшую серийным убийцам избежать тюрьмы.

### Заключение и смерть
В 1993 году здание, где находилась квартира Дамера, было снесено. В том же году Дамер в телевизионном интервью вместе с отцом выразил сожаление по поводу того, что причинил душевные страдания родственникам жертв. В следующем году Лайонел Дамер выпустил биографическую книгу «Рассказ отца» (A Father’s Story).
В феврале 1993 года Дамер дал интервью газете The Baltimore Sun, в котором попытался объяснить истинные мотивы убийств. В интервью он заявил, что на протяжении 1980-х испытывал навязчивые идеи о совершении убийств, а также заявил, что в случае освобождения вновь совершит подобные преступления.
В мае 1994 года Дамер проходил лечение в связи с тем, что его преследовали суицидальные мысли. 3 июля 1994 года во время службы в тюремной церкви на Джеффри Дамера совершил нападение заключённый-кубинец. Он пытался перерезать ему горло лезвием бритвы, закреплённым в ручке зубной щётки. Дамер получил только поверхностные ранения.
28 ноября 1994 года Дамер был забит до смерти, заключённым Кристофером Скарвером, отбывавшим срок за ограбление и убийство. Дамер, Скарвер и ещё один заключённый Джесс Андерсон делали уборку в душевой. Заключённые были оставлены без присмотра на 20 минут, и за это время Скарвер нанёс Дамеру и Андерсону смертельные травмы. Дамер, у которого был проломлен череп, умер по пути в больницу, Андерсон умер через два дня в госпитале. Орудием убийства был, по разным данным, металлический брусок или черенок швабры (ещё выдвигается версия о гантели, взятой из тренажёрного зала), высказывалось также мнение, что Скарвер бил Дамера головой о стену.
Когда Скарвер вернулся в камеру и охранник спросил его, почему тот не работает, Скарвер ответил: «Господь сказал мне сделать это. Вы услышите об этом в шестичасовых новостях. Джесс Андерсон и Джеффри Дамер мертвы». Ранее Скарвер пытался симулировать невменяемость и говорил, что слышит голос Бога. Возможным мотивом убийства часто называли чёрный расизм: афроамериканец Скарвер высказывал ненависть к белым, большинство жертв Дамера было афроамериканцами, а Андерсон пытался переложить ответственность за убийство жены, за которое отбывал срок, на двух темнокожих. Лишь в 2015 году Кристофер Скарвер дал интервью газете New York Post, в котором он детально рассказал о том, как развивались события ранним утром 28 ноября 1994 года; в качестве истинного мотива убийства Скарвер указал личную неприязнь по отношению к Джеффри Дамеру из-за его поведения в тюрьме, его забав и юмора. В интервью Скарвер уточнил, что орудием убийства послужил металлический прут, а не черенок от швабры, как сообщалось ранее.
Тело Дамера хранилось в холодильнике около года, в сентябре 1995 года было кремировано. Отец Дамера не дал разрешения на использование мозга сына в научных целях. Пепел, оставшийся после кремации Дамера, был разделён на две равные части — одна половина досталась родной матери Дамера, другую половину получили отец и мачеха.
По иску родственников одиннадцати жертв Дамера его имущество было распределено между ними. В 1996 году представлявший интересы потерпевших юрист Томас Джейкобсон объявил о планах провести аукцион по продаже принадлежавших Дамеру вещей, в том числе холодильника и орудий убийства. Предполагаемая выручка должна была составить миллион долларов. Эта новость вызвала возмущение в городе. Была создана инициативная группа Milwaukee Civic Pride, которая собрала 407 225 долларов, чтобы выкупить вещи до аукциона и уничтожить. После того, как большинство представлявшихся Джейкобсоном семей согласилось на сделку, вещи были выкуплены и сожжены.

## Список жертв
| Имя                 | Возраст | Дата смерти      |
| ------------------- | ------- | ---------------- |
| Стивен Хикс         | 19      | 19 июня 1978     |
| Стивен Туоми        | 25      | 20 ноября 1987   |
| Джеймс Докстейтор   | 14      | 16 января 1988   |
| Ричард Герреро      | 25      | 18 марта 1988    |
| Энтони Сирс         | 24      | 25 марта 1989    |
| Рики Бикс           | 30      | 29 мая 1990      |
| Эдди Смит           | 36      | 14 июня 1990     |
| Эрнест Миллер       | 22      | 3 сентября 1990  |
| Дэвид Томас         | 23      | 24 сентября 1990 |
| Кёртис Строутер     | 17      | 18 февраля 1991  |
| Эррол Линдси        | 19      | 7 апреля 1991    |
| Тони Хьюз           | 32      | 24 мая 1991      |
| Конерак Синтасомфон | 14      | 27 мая 1991      |
| Мэтт Тёрнер         | 21      | 30 июня 1991     |
| Джеремия Вайнбергер | 23      | 5 июля 1991      |
| Оливер Лэйси        | 23      | 15 июля 1991     |
| Джозеф Брейдхофт    | 25      | 19 июля 1991     |

## В массовой культуре
- История жизни и смерти Джеффри Дамера стала объектом исследований для ряда авторов. После смерти Дамера были выпущены несколько книг о биографии преступника. Помимо документальных фильмов, посвящённых его деятельности, было снято также несколько художественных фильмов.
- Один из одноклассников Джеффри Дамера, Джон Бэкдерф[англ.], ставший известным автором комиксов, в 2012 году создал графический роман под названием «Мой друг Дамер» (My Friend Dahmer), повествующий о школьных днях будущего серийного убийцы и получивший ряд профессиональных наград и номинаций[61][62]. На основе романа был создан сценарий, по которому в 2017 году режиссёром Марком Майерсом был снят художественный фильм «Мой друг Дамер»[63]. Роль Джеффри Дамера исполнил Росс Линч.
- В байопике 2002 года «Палач Дамер» главную роль сыграл Джереми Реннер.
- В 2022 году Netflix выпустил сериал Райана Мерфи и Иэна Бреннана «Монстр: История Джеффри Дамера», в котором маньяка сыграл Эван Питерс.
- Дамер упоминается во множестве песен. Чикагская дэт-металлическая группа Macabre в 2000 году выпустила концептуальный альбом Dahmer, полностью посвящённый его жизни[64].
- В 5 сезоне сериала «Американская история ужасов», 4 серия, Джеффри Дамер был показан и представлен, как «один из величайших убийц в истории», наряду с Эйлин Уорнес, Зодиаком и другими.
- Американская Трэш-метал группа Slayer выпустила песню под названием 213 (это номер квартиры Дамера в Милуоки), которая была посвящена жизни Джеффри Дамера.
- В 6 серии 7 сезона анимационного сериала «Рик и Морти» Рик даёт Морти пистолет, поясняя принцип его работы: «одна пуля — один плохой человек». Позднее выясняется, что при выстреле из пистолета вылетает Джеффри Дамер.
- В пилотном эпизоде мультсериала «Отель Хазбин» вскользь упоминается, что Джеффри Дамер после смерти попал в ад, и что должен был вести на местном телевидиние своё собственное "кулинарное шоу", которое по неопределённым причинам отменили.